# R7 (België)
De R7 was een geplande ringweg rond de Belgische stad Luik. Ze zou gevormd zijn geweest door de snelwegen die vandaag de nummers A604 en A605 dragen, maar niet volledig zijn uitgevoerd of nog in aanleg zijn.
De A604, het westelijke gedeelte van de ringweg, moest de A15/E42 met de A26/E25 verbinden, maar werd enkel uitgevoerd tussen de A15 en Jemeppe. De A605, het oostelijke gedeelte, zou de A3/E40 met de A26 verbinden. In 2004 werden plannen voor de aanleg van de A605 van onder het stof gehaald, de geprojecteerde ingebruikname was in 2012. In 2009 werd het project geschrapt omwille van budgettaire redenen.
De Luikse ring wordt verder gevormd via de A15 en de A3.
R-wegen:
R0 · R1 · R2 · R3 · R4 (R4a · R4z) · R5 (R5a) · R6 · R7 · R8 · R9 · R10 · R11 (R11a) · R12 · R13 · R14 · R15 · R16 · R18 · R20 (R20a · R20b) · R21 (R21a · R21b · R21c · R21d) · R22 (R22a · R22z) · R23 (R23z) · R24 · R25 · R26 · R27 (R27a) · R30 (R30a · R30b) · R31 · R32 · R33 · R34 · R35 · R36 (R36z) · R40 (R40a) · R41 · R42 · R43 · R50 · R51 · R52 · R53 · R54 · R55 · R61 (R61a) · R62 · R70 · R71 · R72 · R73
N-wegen die (gedeeltelijk) een ringweg omvatten:
N1 · N3 · N4 · N6 · N7 · N8 · N9 · N13 · N17 · N27 · N27a · N28 · N29 · N31 · N32 · N34 · N35 · N36 · N37 · N38 · N39 · N41 · N44 · N46 · N47 · N49 · N50 · N55 · N60 · N60d · N70 · N71 · N72 · N73 · N75 · N76 · N78 · N80 · N81 · N82 · N90 · N92 · N113 · N153 · N203 · N203a · N390 · N405 · N416 · N441 · N473 · N498 · N556 · N700 · N712 · N712b · N717 · N722 · N725 · N748 · N750 · N769 · N967